# Struppen
Struppen är en kommun och ort i Landkreis Sächsische Schweiz-Osterzgebirge i det tyska förbundslandet Sachsen. Struppen, som för första gången omnämns som Strupein i ett dokument från år 1354, har cirka 2 400 invånare.
Kommunen ingår i förvaltningsområdet Königstein/Sächs. Schw. tillsammans med kommunerna Gohrisch, Königstein/Sächs. Schw., Rathen och Rosenthal-Bielatal.
En ort i kommunen är Naundorf.